# 대통령 부대 표창 (대한민국)
대통령 부대 표창 (한자:大統領 部隊 表彰,  영어:Republic of Korea Presidential Unit Citation) 은 대한민국 정부의 대통령이 수여하는 표창이다. 대통령표창 중 단체에게 수여되는 표창 중에서 국군 및 외국 군대의 부대에게 수여되는 표창이다.

## 상세
대통령 부대 표창이라는 별도의 공식 명칭이 존재하는 것은 아니지만 군 부대들에게 '대통령표창'을 주는 경우가 많기 때문에 정부기관과 언론 등에서도 '대통령 부대 표창'이라는 용어를 많이 사용한다. 정부포상업무지침에 의해 표창되며 부대기에는 수치(綬幟)를 달고 표창장을 함께 수여한다. 대통령 이외의 표창권자는 국무총리, 국방부 장관, 합동참모의장, 각군 참모총장, 국방부령으로 정하는 부대의 장이다.

## 법령
공적상은 군무에 현저한 공적이 있는 부대 또는 군인ㆍ군무원ㆍ예비군대원 및 국방부(국방부 소속기관ㆍ직할기관 및 직할부대를 포함한다. 이하 이 항에서 같다) 소속인 사람에게 수여하되, 수여 대상이 부대인 경우에는 부대표창장을, 군인ㆍ군무원ㆍ예비군대원 및 국방부 소속 사람인 경우에는 개인표창장을 수여하여 표창한다. 국방부장관은 군무에 현저한 공적이 있는 공무원 및 민간인에게도 개인표창장을 수여하여 표창할 수 있다.

## 대통령 부대 표창 수상 부대

### 국군

#### 육군
- 1군단
- 5군단
- 1사단
- 3사단
- 5사단
- 6사단
- 7사단
- 8사단[2]
- 9사단(육군 최다)
- 22사단
- 31사단[3]
- 32사단
- 35사단
- 36사단
- 39사단
- 50사단
- 56사단
- 계룡대 근무지원단
- 국방부 검찰단[4]
- 국군의무사령부
- 육군탄약지원사령부
- 수도기계화사단

#### 해군
- 1함대[5]
- 2함대
- 3함대
- 잠수함사령부

#### 공군
- 1전투비행단
- 10전투비행단
- 11전투비행단
- 16전투비행단
- 20전투비행단
- 5공중기동비행단
- 공군미사일방어사령부[6]
- 공군군수사령부
- 19전투비행단

#### 해병대

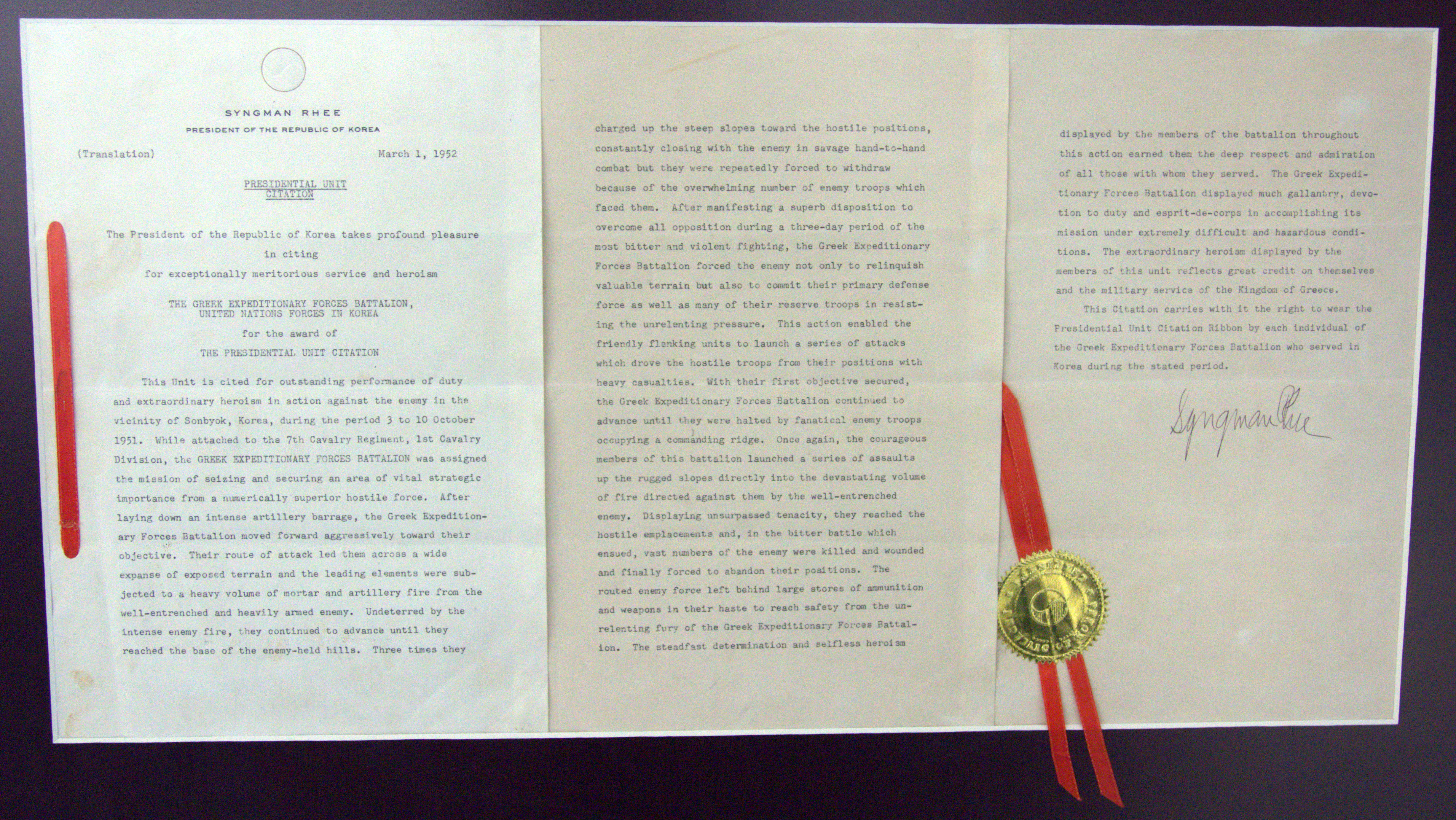
이승만이 대통령이 한국전쟁에 참전한 주한 그리스 원정군에 수여된 대통령 표창 수여증

- 해병대사령부[7]

### 외국군

#### 주한미군
- 주한미군 7사단
- 주한미해군